# Tổng giám mục Canterbury
Tổng giám mục Canterbury là người lãnh đạo Giáo hội Anh, lãnh đạo mang tính biểu tượng của Anh giáo. Quyền uy của Tổng giám mục Canterbury được tuyên bố là kế thừa Thánh Augustinô thành Canterbury, trải qua thời kỳ còn hiệp thông với Giáo hội Công giáo, tới cuộc Cải cách tôn giáo thế kỷ 16 cắt đứt hiệp thông với Roma cho tới nay. Ông là Giáo trưởng của Giáo hội Anh-cách-lan, Giám mục của Giáo phận Canterbury, Đô thành trưởng Giáo tỉnh cùng tên, và là lãnh tụ tinh thần Khối Hiệp thông Anh giáo trên thế giới.
Ngai tòa của Tổng giám mục Canterbury toạ lạc ở Nhà thờ chính tòa Canterbury ở hạt Kent, Anh Quốc.

## Vai trò
Tổng giám mục Canterbury ngày nay có các vai trò bên dưới:
- Giám mục Giáo phận Canterbury.
- Tổng giám mục Đô thành Giáo tỉnh Canterbury.
- Giáo trưởng niên trưởng của Giáo hội Anh Cách Lan. Cùng với Tổng giám mục York chủ tọa Công nghị Chung của Giáo hội Anh. Chủ trì các nghi lễ quốc gia như lễ đăng quang cho Quân chủ Anh Quốc.
- Lãnh tụ tinh thần của Khối Hiệp thông Anh giáo trên toàn cầu.

Ông cũng chủ trì Hội nghị Lambeth quy tụ các giám mục Anh giáo toàn thế giới mỗi mười năm một lần bắt đầu từ năm 1867, mặc dù ông ấy không có quyền quyết định tuyệt đối ở trong hội, nhưng ông ấy được coi là thủ lĩnh trong Khối Hiệp thông Anh giáo, phụ trách phối hợp và điều động tất cả thành viên giáo hội của Khối Hiệp thông Anh giáo, và coi là thủ lĩnh của Khối Hiệp thông Anh giáo có sẵn quyền phán quyết đối với các sự vụ có liên quan đến cả Khối Hiệp thông Anh giáo hoặc cùng lúc liên quan đến nhiều thành viên giáo hội.

## Tổng giám mục Canterbury đã qua đảm nhiệm
Từ năm 1900 tới nay, thành viên giáo hội bên dưới đảm nhiệm tổng giám mục Canterbury:
| Năm đảm nhiệm | Tổng giám mục     |
| ------------- | ----------------- |
| 1896–1902     | Frederick Temple  |
| 1903–1928     | Randall Davidson  |
| 1928–1942     | Cosmo Gordon Lang |
| 1942–1944     | William Temple    |
| 1945–1961     | Geoffrey Fisher   |
| 1961–1974     | Michael Ramsey    |
| 1974–1980     | Donald Coggan     |
| 1980–1991     | Robert Runcie     |
| 1991–2002     | George Carey      |
| 2002–2012     | Rowan Williams    |
| 2013–nay      | Justin Welby      |